# Andamanen en Nicobaren
De Andamanen en Nicobaren (Bengali: আন্দামান ও নিকোবর দ্বীপপুঞ্জ, Tamil: அந்தமான் நிகோபார் தீவுகள், Hindi: अंडमान और निकोबार द्वीप, Malayalam: ആന്തമാന്‍ നിക്കോബാര്‍ ദ്വീപുകള്‍, Telugu: అండమాన్ నికోబార్ దీవులు, Engels: Andaman and Nicobar Islands) vormen een van de acht unieterritoria van India (zie Staten en territoria van India). De twee eilandengroepen liggen in de Indische Oceaan, in het zuiden van de Golf van Bengalen.
De Andamanen en de Nicobaren worden van elkaar gescheiden door de tiende breedtegraad. De Andamanen liggen daarboven en de Nicobaren er onder. De eilanden zijn voor India strategisch van groot belang.

## Naamgeving
- De naam Andaman is afkomstig van de Maleise naam Handuman voor de Hindoegod Hanuman
- De naam Nicobaar is afkomstig van de Maleise naam  Naggadippa wat zoveel betekent als (Land van de) naakte(n) (mensen)

## Geschiedenis
De eilanden werden gekoloniseerd door het Maratharijk in de 17e eeuw. De Europese kolonisatie begon in deze eeuw door de Deense Oost-Indische Compagnie. Van 1778 tot 1783 was het een Oostenrijkse kolonie en vanaf 1789 werd het bestuurd door de Britse Oost-Indische Compagnie. Groot-Brittannië, dat later het bestuur over Brits-Indië overnam, gebruikte de eilanden als gevangeniskolonie voor leden van de Indische onafhankelijkheidspartij en andere gevangen. Deze opsluiting werd Kalapani genoemd. De Cellular Jail gevangenis waarin deze gevangenen werden opgesloten in Port Blair, was een van de eerste met 1-persoonscellen en werd ook wel het "Siberië van India" genoemd. Voor de politieke gevangenen is een nationaal monument opgericht bij de gevangenis. De gevangenis diende later echter nog wel als gewone gevangenis. Veel gevangenen zijn blijven wonen op de eilanden.
Ze werden bezet door het Verenigd Koninkrijk tot de Japanners tijdens de Tweede Wereldoorlog de eilanden veroverden. Nadat de Japanners waren verdreven nam de Arzi Hukumate Azad Hind (voorlopige overheid van het vrije India) van Subhas Bose het bestuur over. Bose bezocht de eilanden gedurende de oorlog en hernoemde ze toen tot "Shaheed" (Martelaar) & "Swaraj" (Zelfbestuur). De eilanden werden Indiaas gebied bij de Indiase onafhankelijkheid in 1947. Generaal Loganathan van het Indische Nationale Leger was gouverneur van de eilandengroepen.
De eilanden zijn vooral militair-strategisch van belang. Dit blijkt wel uit de grote aanwezigheid van zowel de Indiase Landmacht (onder andere een Gurkharegiment), Marine als de Luchtmacht op de eilanden. Ook de bestuurder van de eilanden (luitenant-gouverneur) is vaak een hoge militaire functionaris. De militaire aanwezigheid wordt niet altijd gewaardeerd door de inheemse bevolking, die de militairen liever zien vertrekken.
Bij de ramp op 26 december 2004 werden de kusten van de twee eilandengroepen geteisterd door een tsunami van twaalf meter hoog. Minstens 7000 mensen kwamen om het leven. De inheemse stammen bleken echter nauwelijks doden te tellen, omdat ze door mondelinge overlevering wisten dat grote aardbevingen vaak worden gevolgd door grote vloedgolven. De eilanden kwamen later weer in het nieuws toen bleek dat de Indiase overheid zeer lage uitkeringen gaf aan getroffenen, zoals vier cent voor een verloren wijngaard.

## Geografie
De eilanden liggen op 1255 km ten zuidoosten van Calcutta en 1190 km ten oosten van Chennai in het zuiden van de Golf van Bengalen. De eilanden worden gescheiden van Myanmar door de Andamanse Zee en het Coco-Kanaal scheidt het van de noordelijker gelegen Coco-Eilanden, die tot Myanmar behoren.
De eilanden werden zwaar getroffen door de tsunami in 2004 en een aantal eilanden ligt sindsdien onder zeeniveau. De koraalriffen werden waarschijnlijk het zwaarst getroffen.

## Klimaat
De eilandengroepen liggen in een gebied met een tropisch klimaat, waarbij de watertemperatuur het hele jaar schommelt rond de 24°C en de luchttemperatuur tussen de 18°C en 34°C. Er waait een lichte zeebries over de eilanden, die de hoge luchtvochtigheid van ongeveer 66 tot 85% toch wat dragelijk maakt. De jaarlijkse neerslag in Port Blair bedraagt 3180 mm en het aantal regendagen 150. Dit wordt vooral veroorzaakt door de jaarlijks terugkerende moessonregens.

## Flora en fauna
Het gebied bestaat uit 572 eilanden, die grotendeels zijn bedekt met tropisch regenwoud. De eilandengroepen hebben een gezamenlijke oppervlakte van 8249 km², waarvan de Andamanen met 6408km² het grootste deel beslaan. De grootste eilanden zijn Middle Andaman Island met 1536km² en Great Nicobar Island met 1045km². Het kleinste eiland is Ross Island met 0,8km².

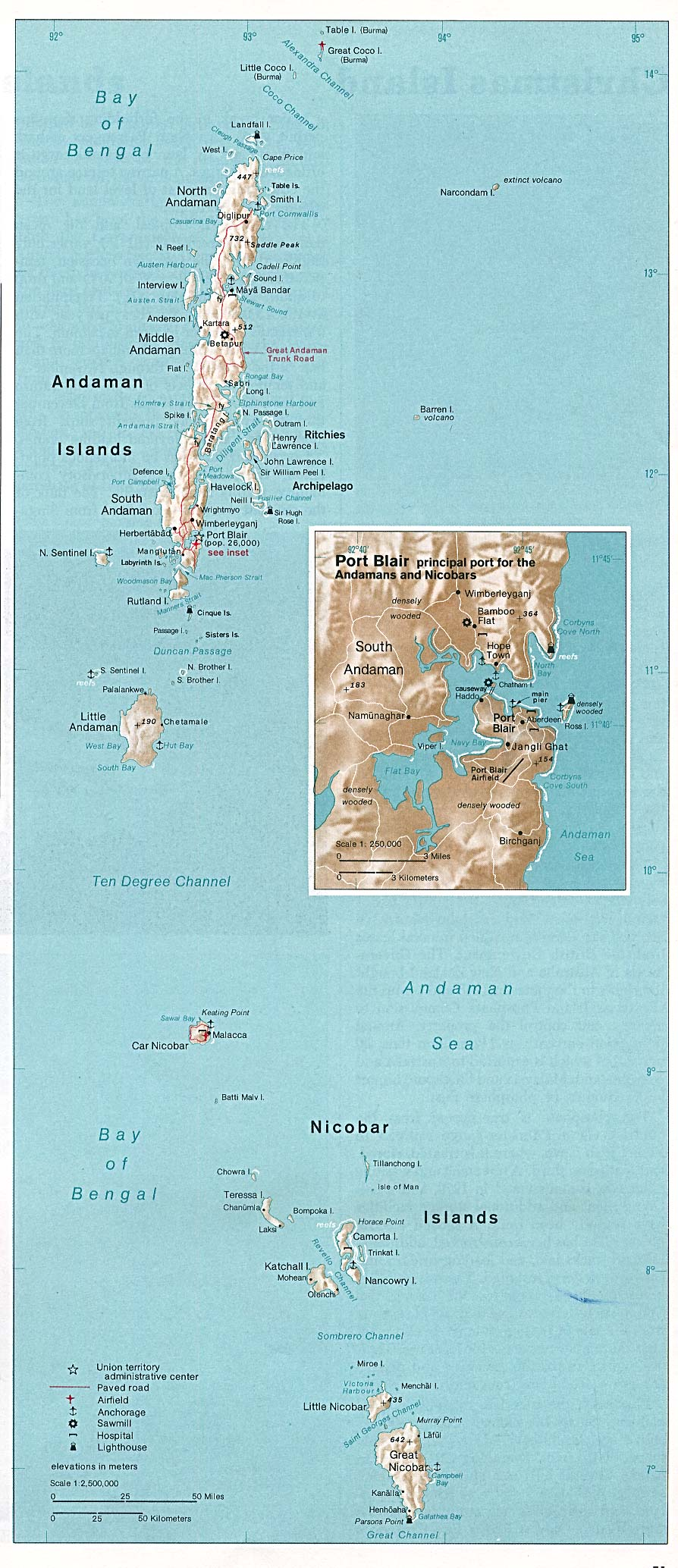
Kaart van de beide eilandgroepen

De eilanden zijn voor een gedeelte heuvelachtig. De hoogste pieken zijn de Sadle Peak (730m) op Great Andaman eiland en de Mount Thullier (642m) op Great Nicobar Island. De eilandengroepen zijn eigenlijk de heuvels die boven de zee uitsteken en maken deel uit van een onderzeese bergrug. Deze werd gevormd tijdens de Alpiene orogenese en loopt onder door naar Indonesië en naar boven toe richting Myanmar en uiteindelijk naar de Himalaya. De oorsprong van het sterk vervormde sedimentgesteente loopt terug tot aan het Krijt. Er zijn ook enkele koraalatollen en twee eilanden zijn van vulkanische oorsprong.
De flora en fauna op en rond de eilanden kent een hoge biodiversiteit en wordt ook wel aangeduid als een biodiversiteit-hotspot. Om deze reden gelden er strikte vis- en jachtregels op en rond de eilanden. Op de eilanden bevindt zich een van de grootste variëteiten aan mangrovebossen. Hier werden 27 soorten beschreven van de 60 soorten die er wereldwijd bekend zijn. De eilanden kennen veel inheemse plant- en diersoorten. Op de eilanden komen drie endemische soorten ratten voor (Rattus stoicus, Rattus palmarum en Rattus burrus); daarnaast is ook Rattus andamanensis inheems.
De eilandengroepen hebben als staatssymbolen de Andamanenhoutduif (staatsvogel), de Doejong (zeekoe, staatsdier) en de endemische Padoekboom als vertegenwoordiger van de fauna.

## Economie
De eilanden zijn voor een belangrijk deel gericht op het toerisme. In 2004 kwamen er 100.000 toeristen naar de eilanden. Voor de eilanden is een speciale permissie vereist, die het beste voor een eventuele reis naar India kan worden aangevraagd, slechts een paar eilanden zijn opengesteld voor toerisme. De beste tijd om naar de eilanden te gaan is tussen oktober en mei.
Naast het toerisme wordt er ook mijnbouw en vooral houtbouw bedreven. De belangrijkste exportproducten zijn naast hout: diamant, nikkel, goud, seleen en sulfaat. Voor de houtbouw bevindt zich bij Port Blair Chatham sawmill, een van de grootste houtzagerijen van Zuid-Azië. Bij deze houtbouw wordt ook gebruikgemaakt van werkolifanten, voor het vervoer van boomstammen. Deze staan erom bekend dat ze kunnen zwemmen van het ene naar het andere eiland.
De landbouw op de eilanden bestaat uit rijst, koffie, bananen, kokospalmen en veehouderijen. De eilandengroepen zijn financieel afhankelijk van overheidssteun vanaf het vasteland van India.

## Transport
Port Blair is te bereiken per vliegtuig vanaf Bhubaneshwar, Kolkata en Chennai en per boot vanaf Kolkata en Chennai. Een bootreis duurt ongeveer drie dagen.

## Bevolking
Van alle eilanden zijn er slechts 36 bewoond. De bevolking is verdubbeld sinds 1981, hetgeen vooral veroorzaakt werd door immigratie vanaf het vasteland van India. Dit wordt sterk veroordeeld door critici, die spreken van een koloniale houding door de unieregering.
De eilanden worden voor een gedeelte bevolkt door enkele van de laatste jager-verzamelaarvolkeren. Veel van deze inheemse stammen staan sterk onder druk en hun aantal neemt snel af. Er zijn zes etnische inheemse volkeren te onderscheiden, die zijn onder te verdelen in twee groepen. Op de Andamanen leven vier Negritovolken: de Jarawa, Onge, Sentinelezen en de Groot-Andamanezen en op de Nicobaren leven twee mongoloïde volken: de Nicobaren en de Shompen. Veel van deze volken worden met uitsterven bedreigd. Door toenemend extern contact van onder andere immigranten (contactziekten en ongelijke strijd om bijvoorbeeld grond) en toeristen wordt hun leefwereld steeds verder aangetast en verliezen ze hun culturele identiteit. Het zoeken van contact met deze groepen is bij wet verboden. Om deze volken te beschermen zijn stamreservaten opgezet door de overheid, welke ongeveer de helft van het gebied beslaan.
Naast de talen van de inheemse volkeren, wordt er Hindi, Tamil en Bengaals op de eilanden gesproken.

## Bestuur
De Andamanen en Nicobaren worden als unieterritorium bestuurd door een luitenant-gouverneur. Deze wordt benoemd door de president van India. De rol van de luitenant-gouverneur komt overeen met die van gouverneur in de Indiase deelstaten. Vanaf de Indiase onafhankelijkheid (1947) tot 1982 werd de gezagsdrager van de eilandengroepen aangeduid als chief commissioner.
Het unieterritorium is onderverdeeld in drie districten:
- Nicobaren
- Noord- en Midden-Andaman
- Zuid-Andaman